# Польова Лисіївка
Польова́ Лисіївка —  село в Україні, у Калинівській міській громаді Хмільницького району Вінницької області. Населення становить 453 особи.

## Історія
12 червня 2020 року, відповідно до Розпорядження Кабінету Міністрів України № 707-р, «Про визначення адміністративних центрів та затвердження територій територіальних громад Вінницької області», увійшло до складу Калинівської міської громади.
19 липня 2020 року, в результаті адміністративно-територіальної реформи і ліквідації Калинівського району, село увійшло до складу новоутвореного Хмільницького району.

## Галерея

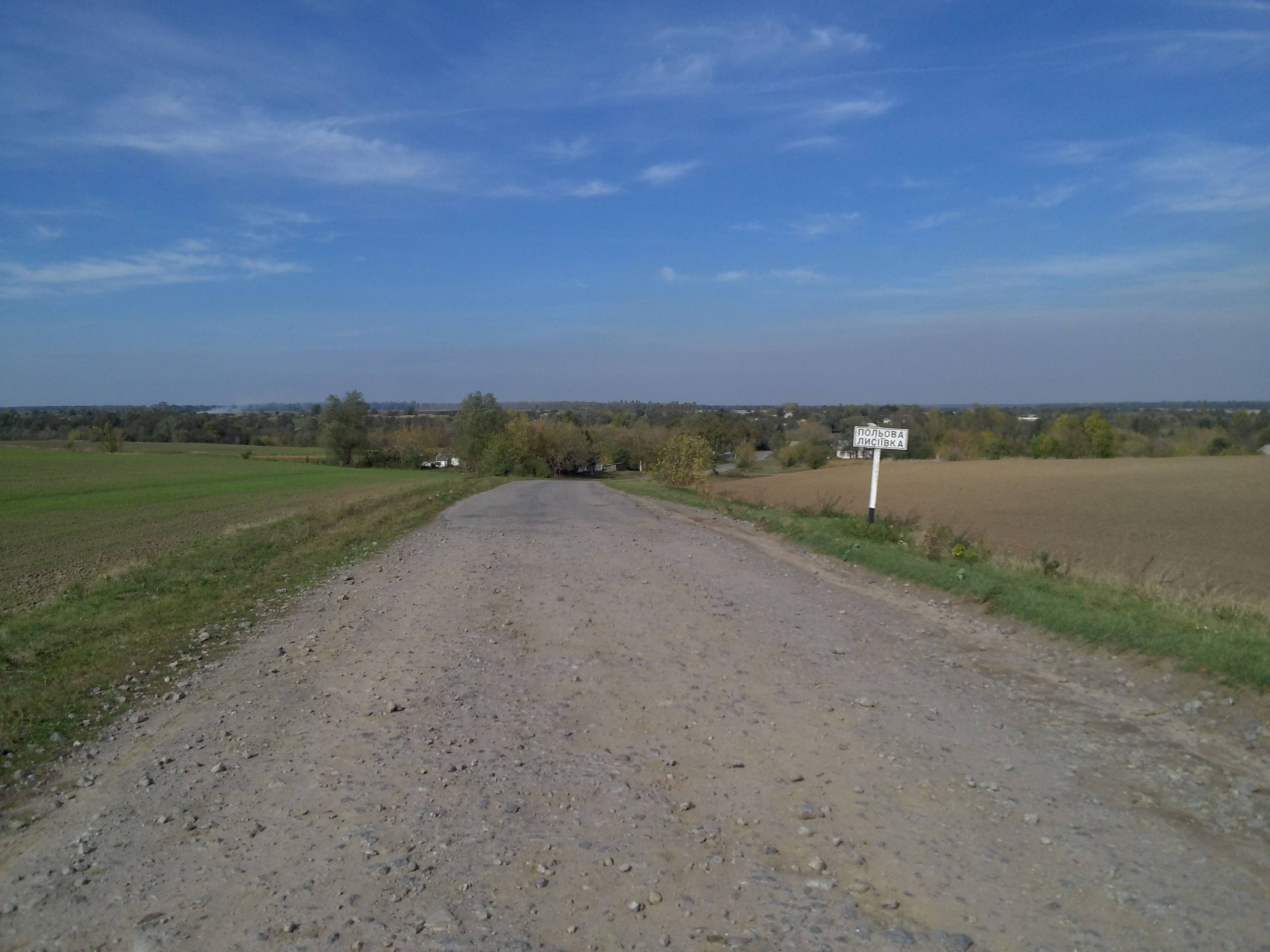
В'їзд до села
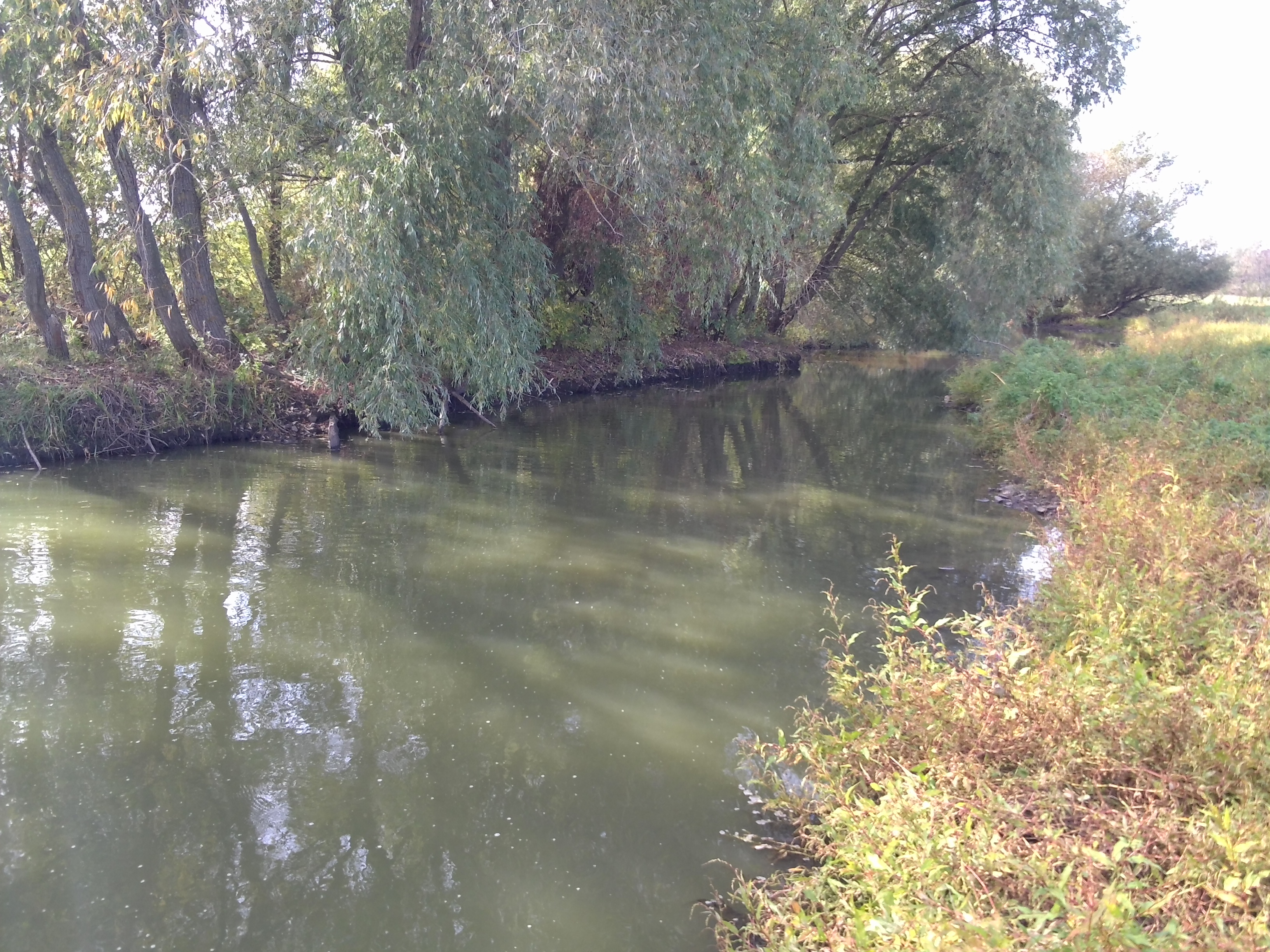
Річка Десна
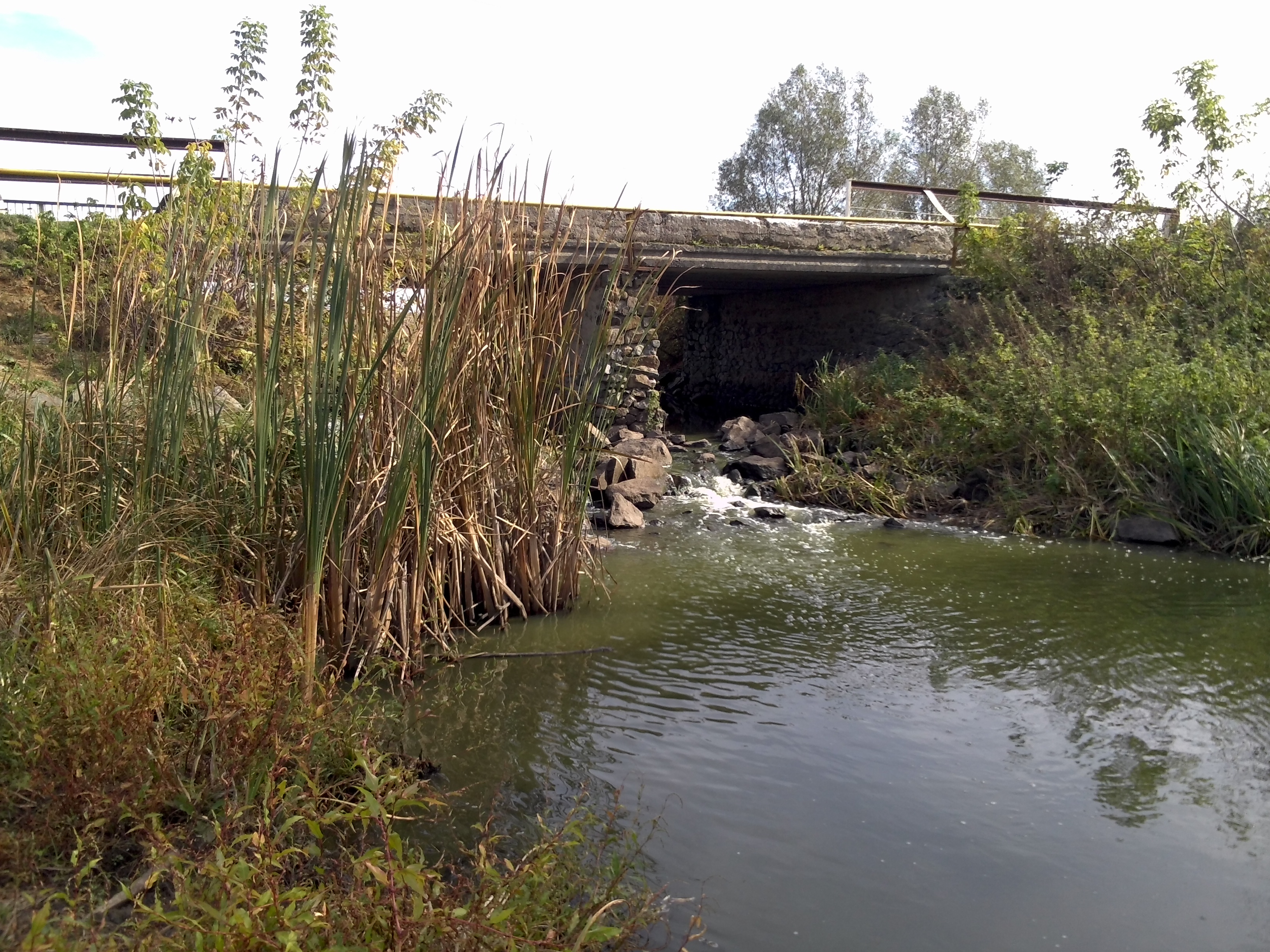
Річка Десна
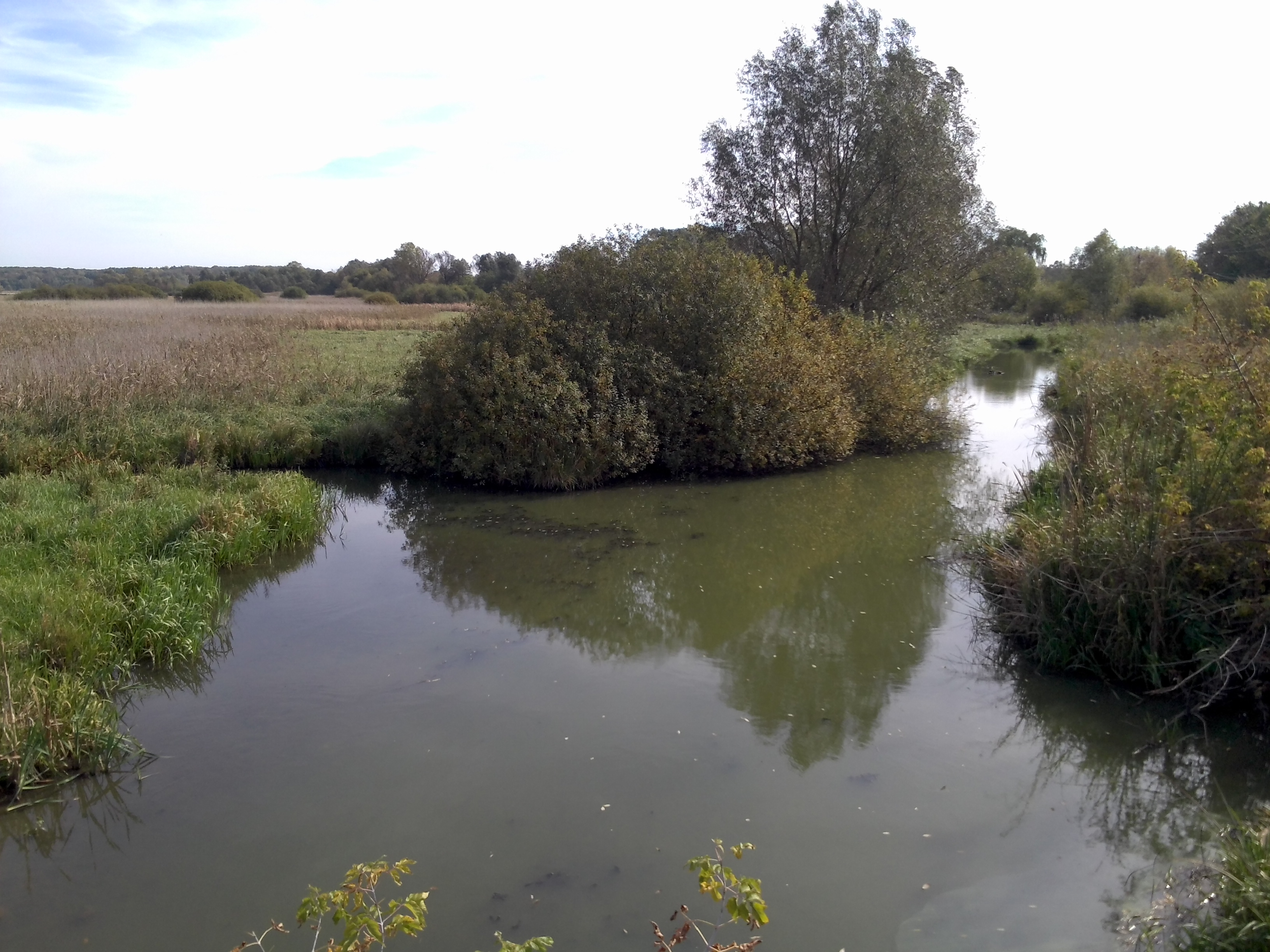
Річка Десна
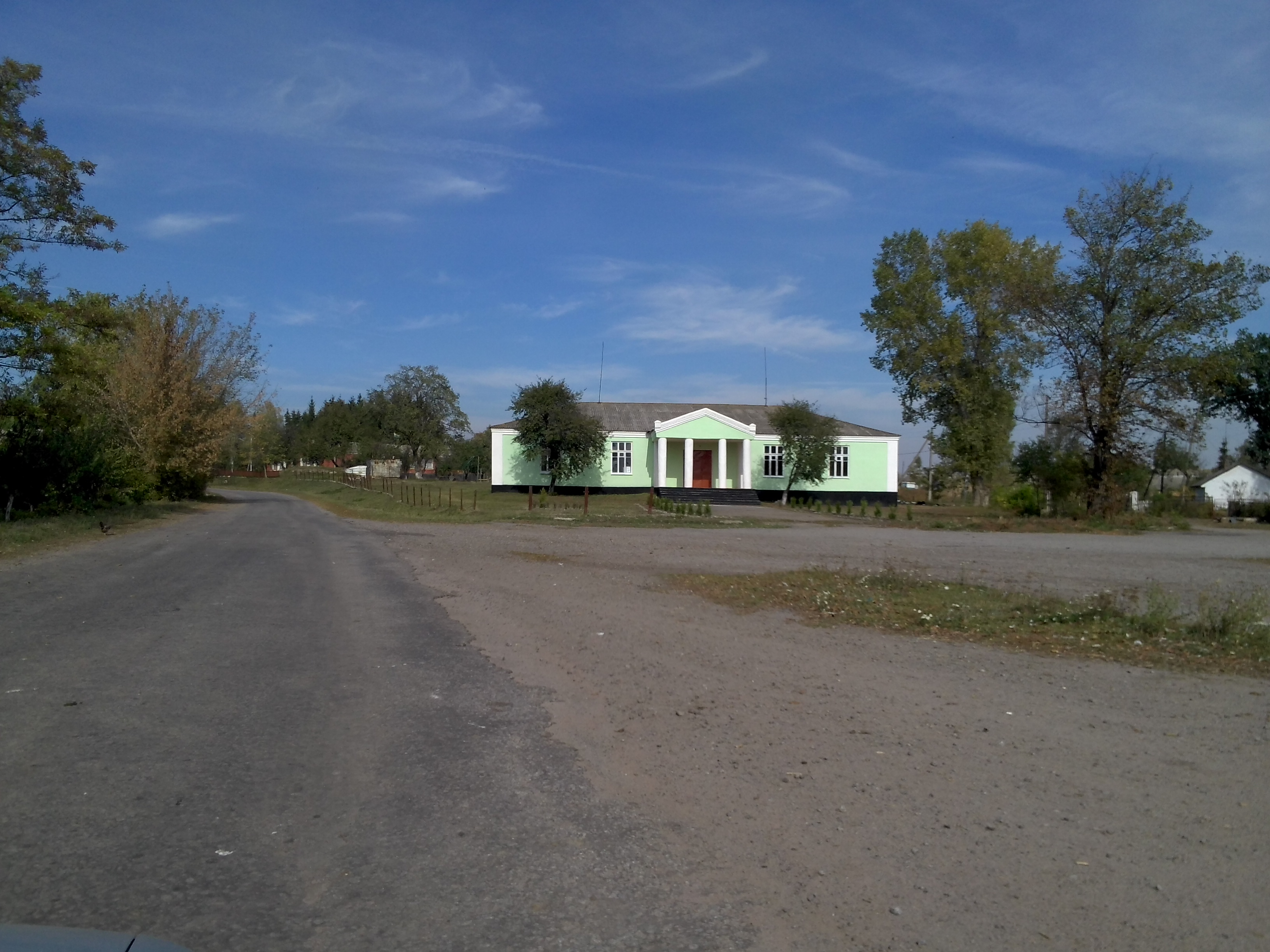
Будинок культури
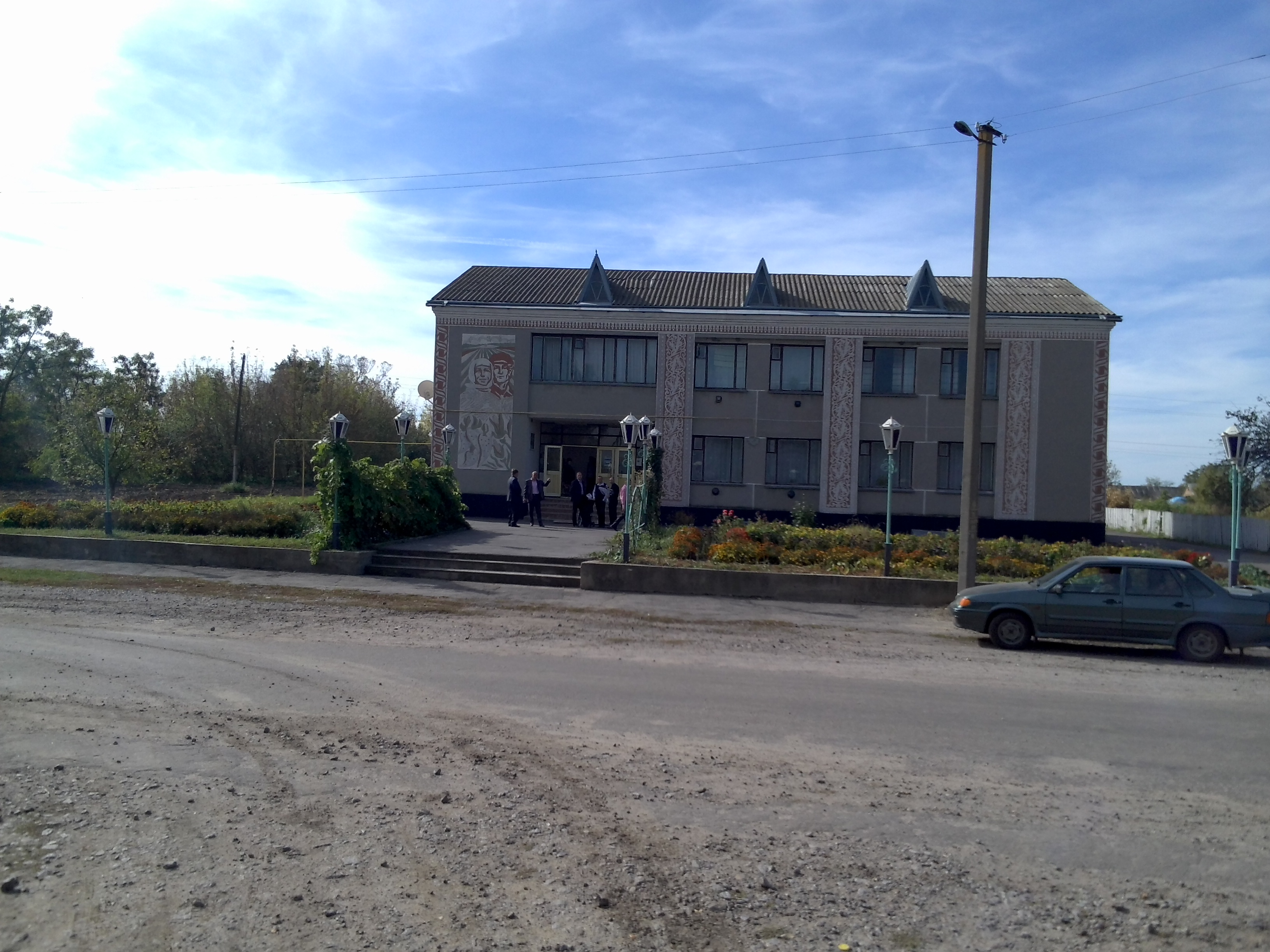
В центрі села
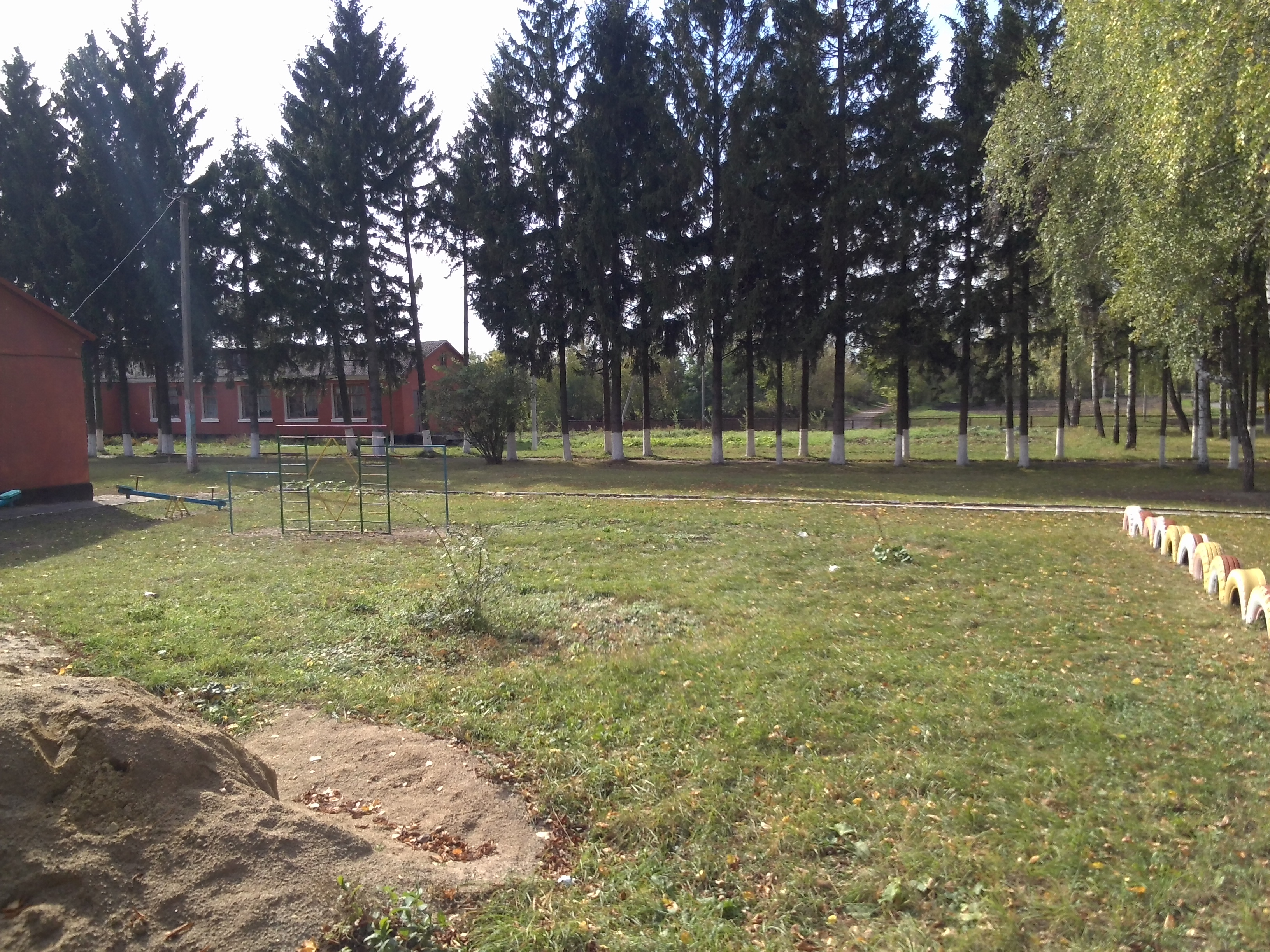
Школа
Пам'ятник воїнам-односельчанам
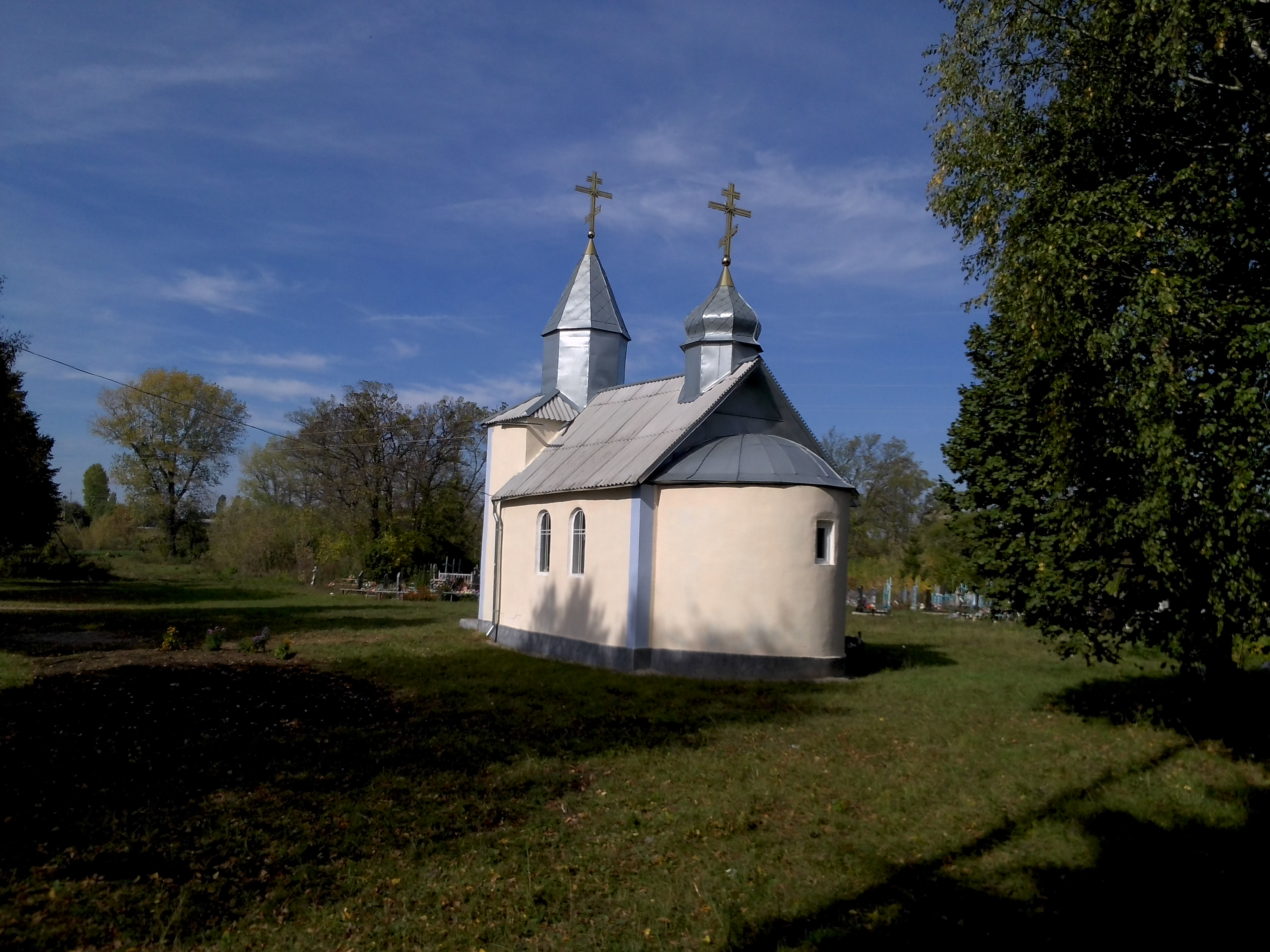
Церква
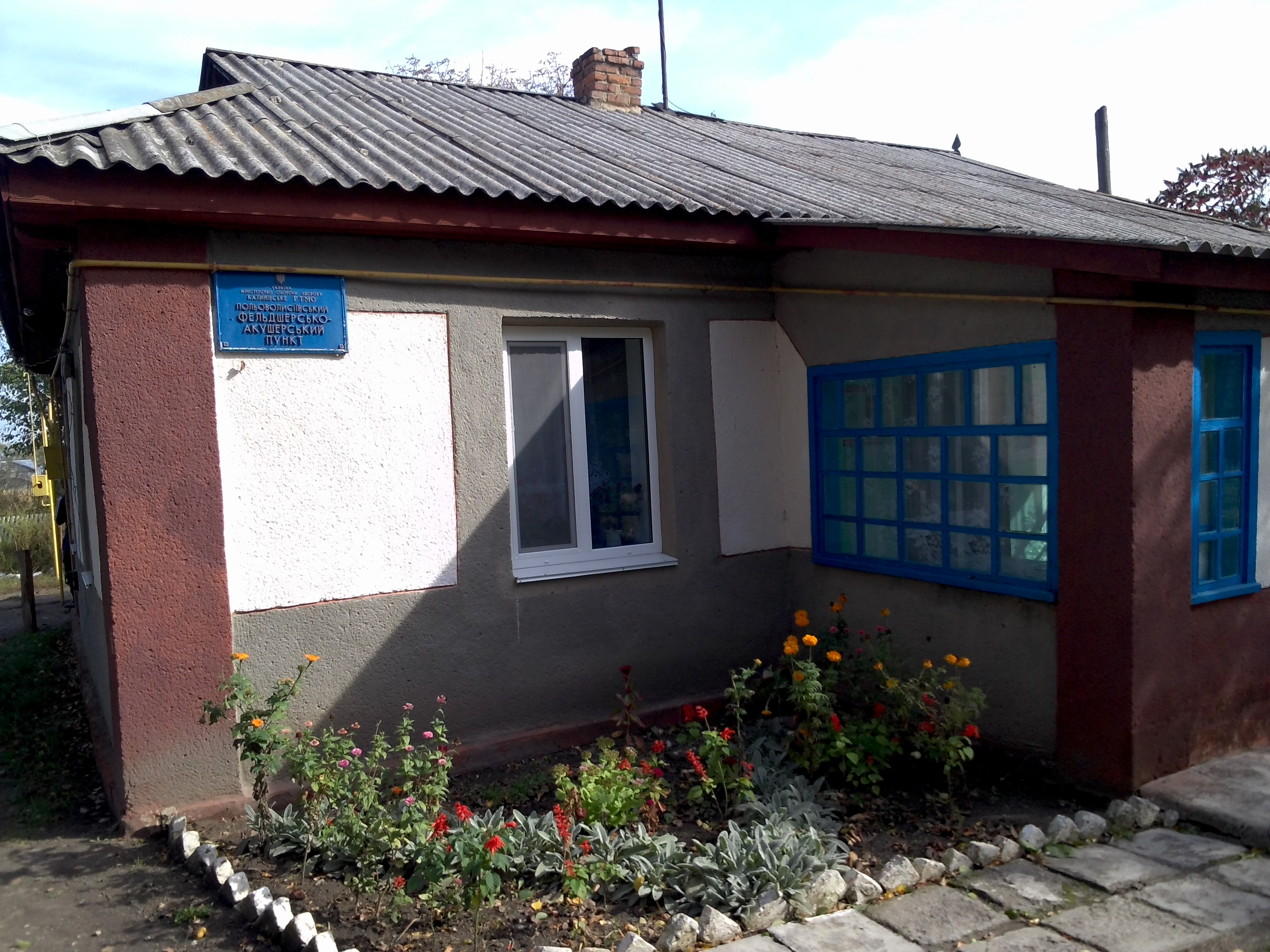
Фельдшерсько-акушерський пункт
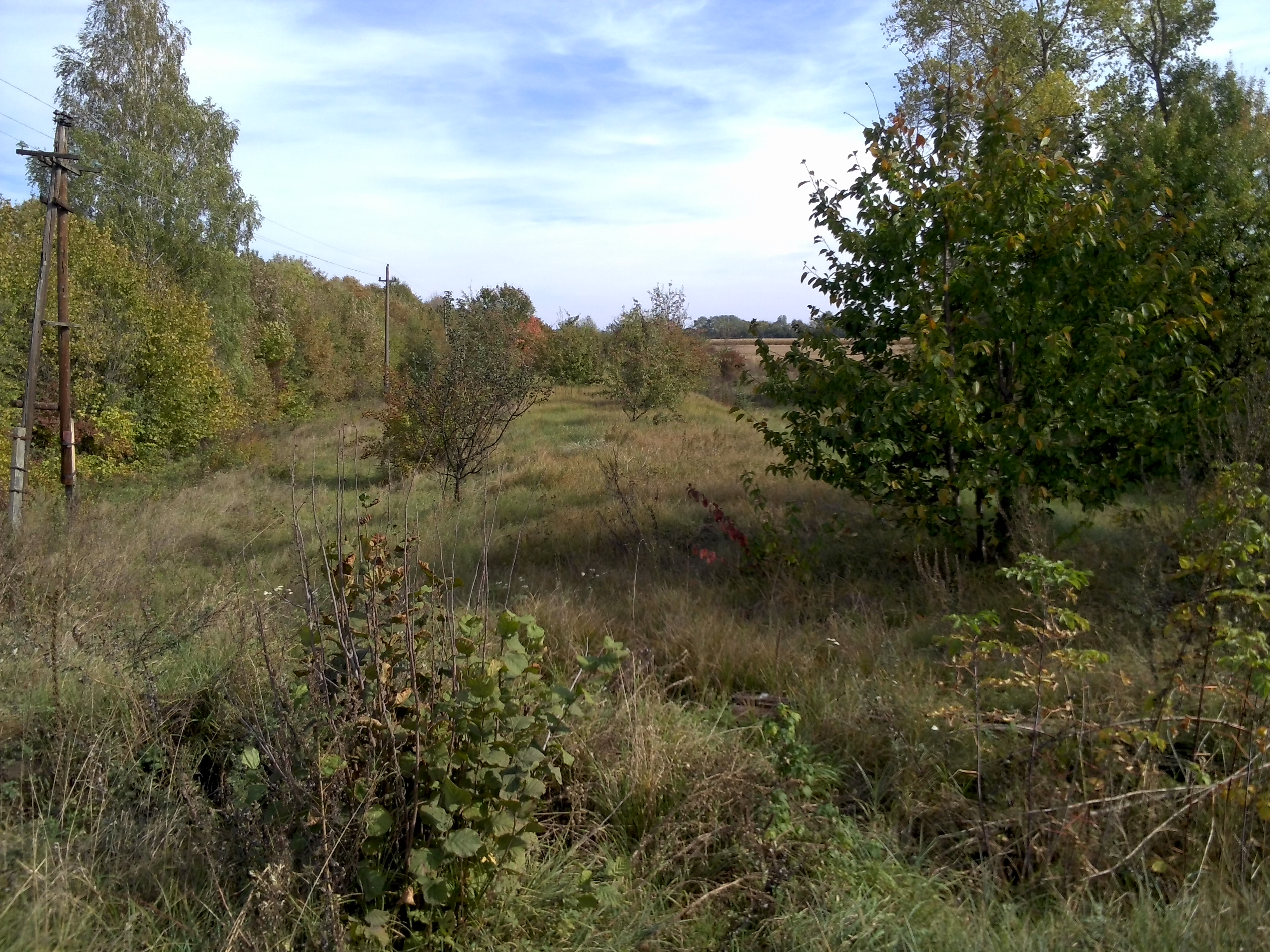
Місце, де раніше проходила залізнична колія

.